# Baryceros tibialis
Baryceros tibialis är en stekelart som först beskrevs av Szepligeti 1916.  Baryceros tibialis ingår i släktet Baryceros och familjen brokparasitsteklar. Inga underarter finns listade.